# 井森美幸 夢色飛行船
井森美幸 夢色飛行船（いもりみゆき ゆめいろひこうせん）は、ニッポン放送の制作で1985年4月7日から1985年10月6日まで放送されていたラジオ番組。

## 放送時間
日曜日深夜 25:00 - 25:30（月曜日未明 1:00 - 1:30、JST）。
- 1985年8月4日深夜は、『めざせふるさと 交通情報放送局』の特別番組放送のため休止。
- 1985年8月25日深夜は、『菊池桃子・夏休みドラマスペシャル』[注釈 1]放送のため休止。

## 概要
パーソナリティは、この番組がスタートしたのと同時の1985年4月にデビューした井森美幸で、井森にとってもこの番組が実質ラジオ・テレビ通して初レギュラー番組となった。当時の番組宣伝広告などに載っていた本番組のキャッチコピーは「あなたの街に夢が降る ハッピーナイト!」歌手デビューシングル『瞳の誓い』が発売された1985年4月21日も、本番組の放送日だった。
本番組は6か月で終了するが、1985年10月からも井森は引き続き同じニッポン放送で『鶴光の代打逆転サヨナラ満塁ホームラン 花とおじさん』の金曜日パートナーとしてレギュラー出演している。
後日、2017年11月17日放送の『藤井隆のオールナイトニッポンPremium』で本番組の音源がオンエアされ、藤井隆はそれを聴いて他のアイドルラジオにはないもの、「面白くて、台本読んでるだけのアイドルラジオじゃない」という感じがして「自分の言葉で喋ろうとしてる」と話し、それに対し井森は「（当時、トークについて）こうしろああしろとか全然言われなかった」からということを話している。

## 主なコーナー
- Lサイズの放課後[2]
- おまかせッ！すみれ荘[2]
- 田舎自慢コーナー （正確なタイトル不明）[3]
- ミニドラマ[3]